# Konrad Hilpert
Konrad Hilpert (* 9. Dezember 1947 in Bad Säckingen) ist ein deutscher katholischer Theologe.

## Biografie
Hilpert studierte Germanistik, Katholische Theologie und Philosophie. Von 1975 bis 1980 war er Assistent bei Hans Zirker an der Pädagogischen Hochschule Neuss. Von 1980 bis 1987 lehrte er an der Universität Duisburg. Von 1987 bis 1989 vertrat er die Professuren für Caritaswissenschaft bzw. für Christliche Gesellschaftslehre an der Universität Freiburg im Breisgau. Von 1990 bis 2001 war er Professor für Praktische Theologie und Sozialethik am Institut für Katholische Theologie der Universität des Saarlandes in Saarbrücken. 2001 wurde er auf den Lehrstuhl für Moraltheologie der Ludwig-Maximilians-Universität München berufen. Er war von 2005 bis 2007 und von 2009 bis 2011 Dekan der Katholisch-Theologischen Fakultät. Seine Publikationen führten zu seiner Aufnahme in den Ethikrat der bayerischen Landesregierung. Von 2002 bis 2012 war er Vorsitzender der Arbeitsgemeinschaft der deutschen Moraltheologen. 2013 wurde Hilpert pensioniert. Vom Frühjahr 2016 bis zum Frühjahr 2017 vertrat Hilpert den vakanten Lehrstuhl für Theologische Ethik an der Universität Luzern durch Lehraufträge.
Hilpert ist verheiratet mit Hildegard Hilpert und hat vier Kinder.

## Veröffentlichungen
- als Herausgeber: Generation Konzil. Zeitzeugen berichten. Herder, Freiburg im Breisgau 2013, ISBN 978-3-451-30916-8.

Konrad Hilpert schrieb einige Artikel für das Biographisch-Bibliographische Kirchenlexikon (BBKL).